# 1282
Het jaar 1282 is het 82e jaar in de 13e eeuw volgens de christelijke jaartelling.

## Gebeurtenissen

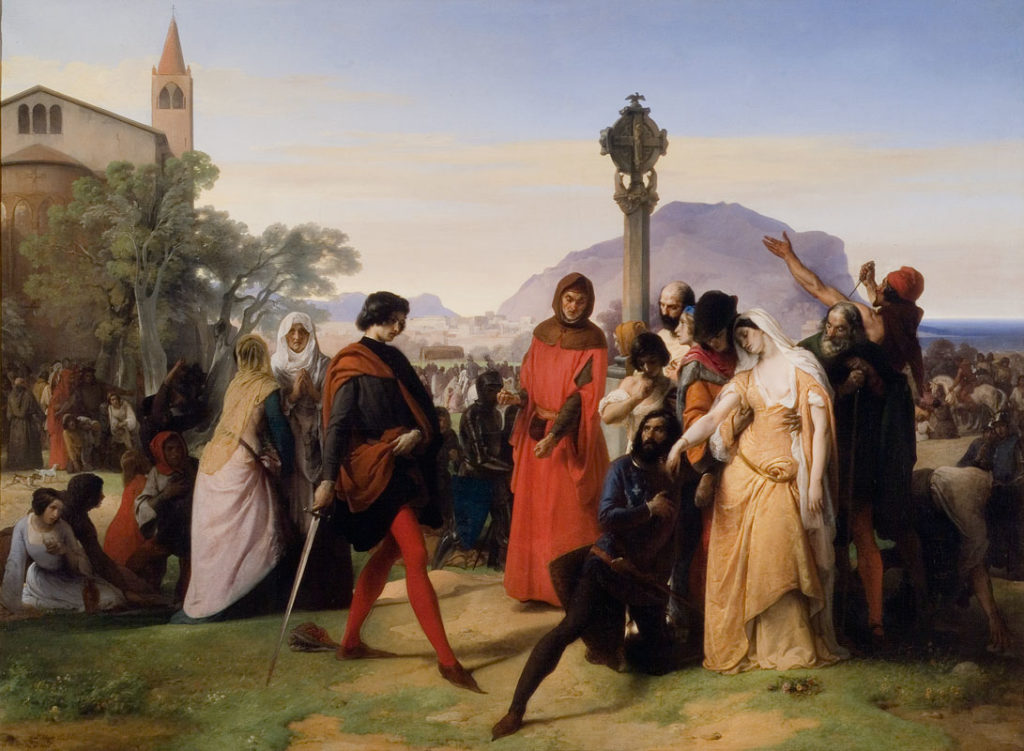
Siciliaanse Vespers

- 31 maart - Siciliaanse Vespers: In Palermo breekt een opstand van de bevolking uit tegen Karel van Anjou. Vele Franse en Provençaalse edelen worden vermoord.
  - 30 augustus - Peter III van Aragon, een gekende tegenstander van Karel van Anjou, landt bij Trapani.
  - 3 september - Peter wordt tot koning van Sicilië uitgeroepen.
  - het koninkrijk Napels ontstaat als het overblijvende deel van het koninkrijk Sicilië nadat Sicilië overgaat van Karel van Anjou naar Peter van Aragon
- 24 juni - Dionysius van Portugal trouwt met Elisabeth van Aragon.
- 11 december - Eduard I van Engeland verslaat Llywelyn ap Gruffydd, prins van Wales, die sneuvelt.

zonder datum
- Slag bij Schellinkhout: Graaf Floris V van Holland verslaat de West-Friezen, die hem als heer moeten erkennen.
  - Floris V vindt het stoffelijk overschot van zijn vader graaf Willem II terug in Hoogwoud. Het dorp wordt platgebrand en uitgemoord.
- Herzogenrath krijgt stadsrechten.
- In Bologna worden watermerken voor het eerst gebruikt.
- oudst bekende vermelding: Hoeven, Nieuwerkerk aan den IJssel, Viane, Willeskop

## Kunst en literatuur
- Begin van de bouw van de kathedraal van Albi.

## Opvolging
- Blauwe Horde - Mengu Timur opgevolgd door Mengu Tuda
- Byzantijnse Rijk - Michaël VIII Palaiologos opgevolgd door zijn zoon Andronikos II Palaiologos
- kanaat van Chagatai - Buqa Temür opgevolgd door Duwa
- Il-kanaat (Perzië) - Abaqa opgevolgd door zijn broer Teguder
- Litouwen - Traidenis opgevolgd door Daumantas (vermoedelijke jaartal)
- Luik - Willem van Auvergne als opvolger van Johan van Edingen, op zijn beurt opgevolgd door Jan van Vlaanderen
- Maronieten (patriarch) - Daniël II van Hadchite opgevolgd door Jeremias II al-Amshitti
- Minorca - Abu Uthman Said ibn Hakam al-Qurashi opgevolgd door zijn zoon Abu Umar ibn Said
- Oostenrijk en Stiermarken (december) - koning Rudolf I opgevolgd door zijn zoons Albrecht I en Rudolf II
- Oranje - Raymond I opgevolgd door Bertrand IV
- Piëmont - Thomas III opgevolgd door zijn zoon Filips I
- Raška (Servië) - Stefan Dragutin opgevolgd door zijn broer Stefan Uroš II Milutin
- Saksen (medehertog met Albrecht II) - Johan I opgevolgd door zijn zoons Erik I, Johan II en Albrecht III
- Sicilië - Karel van Anjou opgevolgd door Peter III van Aragon

## Afbeeldingen

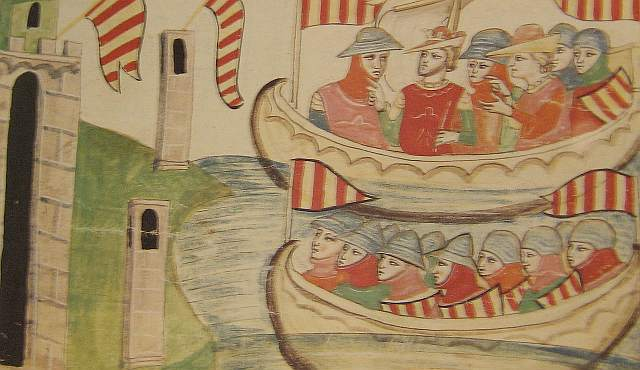
Aankomst van de Aragonezen op Sicilië
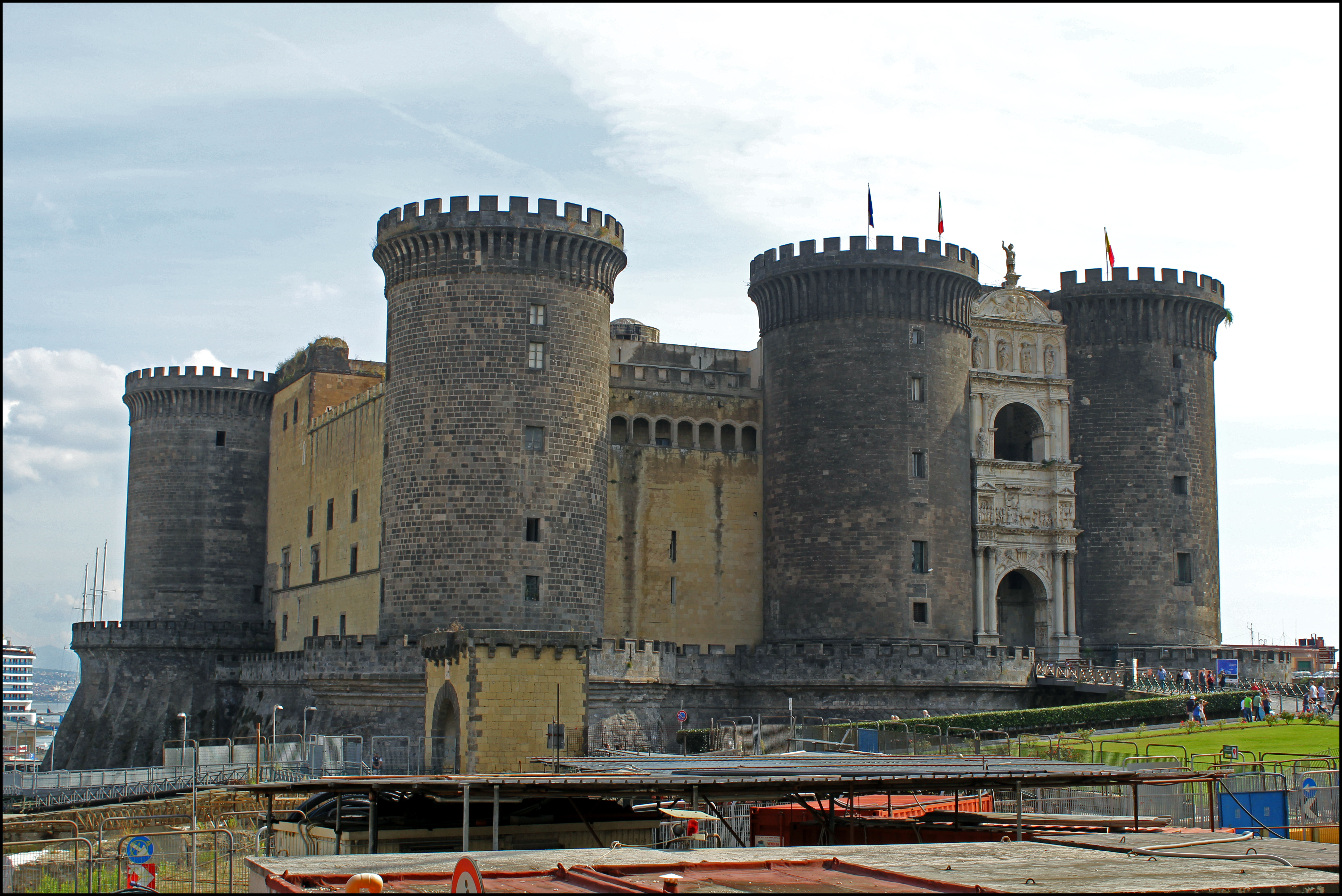
Castel Nuovo, Napels, gebouwd 1279-1282
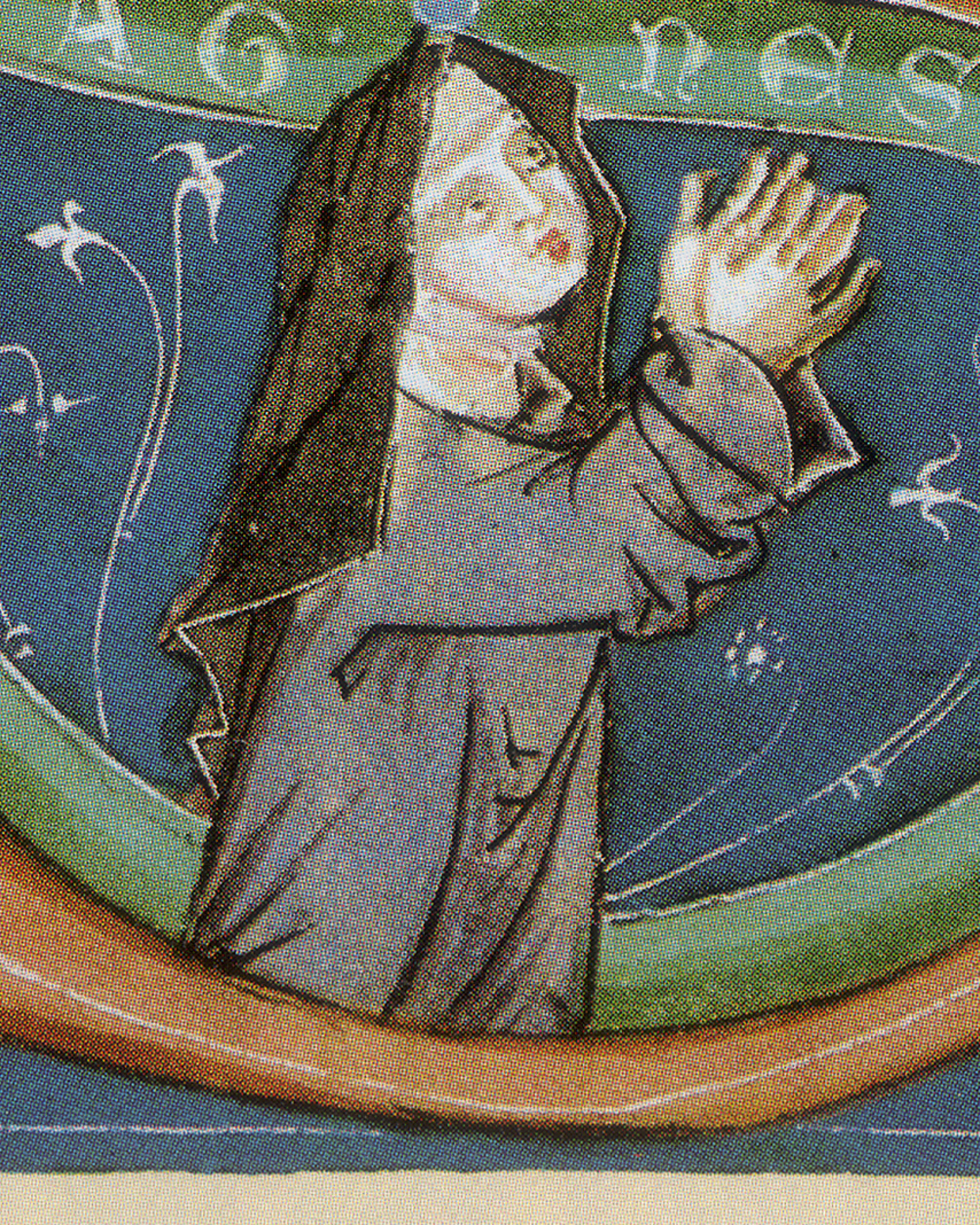
Agnes van Bohemen

## Geboren
- 1 april - Lodewijk de Beier, koning en keizer van Duitsland (1314-1347)
- 15 april - Ferry IV, hertog van Lotharingen (1312-1328)
- 5 mei - Juan Manuel van Peñafiel, Spaans schrijver
- juni - Gwenllian ferch Llywelyn, Welsh prinses
- 7 augustus - Elisabeth van Rhuddlan, echtgenote van Jan I van Holland
- Erik Magnusson, Zweeds prins en hertog
- Oshin, koning van Armeens Cilicië (1307-1320)
- Innocentius VI, paus (1352-1362) (waarschijnlijke jaartal)

## Overleden
- 9 januari - Abu Uthman Said ibn Hakam al-Qurashi (77), emir van Minorca (1234-1282)
- 28 februari - Hugh de Courtenay (31), Engels edelman
- 6 maart - Agnes van Bohemen (~70), Boheems prinses en kloosterstichter
- 16 mei - Thomas III, heer van Piëmont
- 19 juni - Eleonora van Montfort, echtgenote van Llywelyn ap Gruffydd
- 19 augustus - Hartman van Heldrungen, grootmeester van de Duitse Orde
- 13 oktober - Nichiren (60), Japans monnik
- 1 december - Margaretha Sambiria (~52), echtgenote van Erik V van Denemarken
- 11 december - Llywelyn ap Gruffydd (~59), prins van Wales
- 11 december - Michaël VIII Palaiologos (~57), keizer van Byzantium (1261-1282)
- Abaqa, Il-khan van Perzië (1265-1282)
- Traidenis, grootvorst van Litouwen (ca. 1270-1282)